# Игнатьев, Михаил Трофимович
Игнатьев Михаил Трофимович (21 ноября 1920, Тетлега, Харьковская губерния — 27 ноября 1973, Майкоп, Краснодарский край) — лётчик-ас, заместитель командира эскадрильи 13-го истребительного авиационного полка 201-й истребительной авиационной дивизии 2-й смешанный авиационный корпус, Северо-Кавказский фронт. Герой Советского Союза (1943).

## Биография
Родился 21 ноября 1920 года в селе Тетлега Запороженской волости Змиевского уезда Харьковской губернии (ныне село относится к Чугуевскому району Харьковской области) в семье крестьянина. Украинец. Член КПСС с 1945 года.
Окончил 5 классов, профтехшколу, работал токарем на машиностроительном заводе имени Коминтерна в Харькове. В 1937 окончил рабфак и Харьковский аэроклуб. В РККА с 15 декабря 1937 года. Место призыва: Кагановичский РВК, Украинская ССР, г. Харьков, Кагановичский район. Окончил Сталинградское военное авиационное училище в 1940 году. Работал лётчиком-инструктором сначала в Новосибирском, а затем Чистопольском аэроклубах. На фронтах Великой Отечественной войны с июня 1942 года в 440-м истребительном авиационном полку на Сталинградском фронте, где одержал первые победы в воздушных боях.
Заместитель командира эскадрильи 13-го истребительного авиационного полка (201-я истребительная авиационная дивизия, 2-й смешанный авиационный корпус, 4-я воздушная армия, Северо-Кавказский фронт), кандидат в члены ВКП(б) лейтенант Игнатьев к маю 1943 года совершил 171 боевой вылет, в 70 воздушных боях сбил лично 10 самолётов противника и 7 — в группе.
Указом Президиума Верховного Совета СССР от 24 августа 1943 года за образцовое выполнение боевых заданий командования на фронте борьбы с немецко-фашистским захватчиками и проявленные при этом мужество и героизм лейтенанту Игнатьеву Михаилу Трофимовичу присвоено звание Героя Советского Союза с вручением ордена Ленина и медали «Золотая Звезда» (№ 1119).
С июня 1944 года и до конца войны Игнатьев, будучи заместителем командира авиационной эскадрильи 5-го гвардейского истребительного авиационного Краснознамённого Берлинского ордена Богдана Хмельницкого полка, выполнил 339 боевых вылетов, провел 100 воздушных боев, лично сбил 16 и в составе группы — 5 самолётов противника.
С 1946 года капитан Игнатьев в запасе. C 1960 года жил в Майкопе Краснодарского края. Работал браковщиком в мебельно-деревообрабатывающем объединении «Дружба». Умер 27 ноября 1973 года.

## Награды
- медаль «Золотая Звезда».
- орден Ленина.
- орден Красного Знамени.
- орден Красного Знамени.
- орден Красного Знамени.
- орден Отечественной войны I степени.
- медаль «За оборону Сталинграда».
- медаль «За победу над Германией в Великой Отечественной войне 1941—1945 гг.» (9 мая 1945[4]).
- медаль «В ознаменование 100-летия со дня рождения Владимира Ильича Ленина» (6 апреля 1970).
- юбилейная медаль «Двадцать лет Победы в Великой Отечественной войне 1941—1945 гг.» (7 мая 1965[5]).
- знак «25 лет победы в Великой Отечественной войне» (24 апреля 1970[6]).

## Память

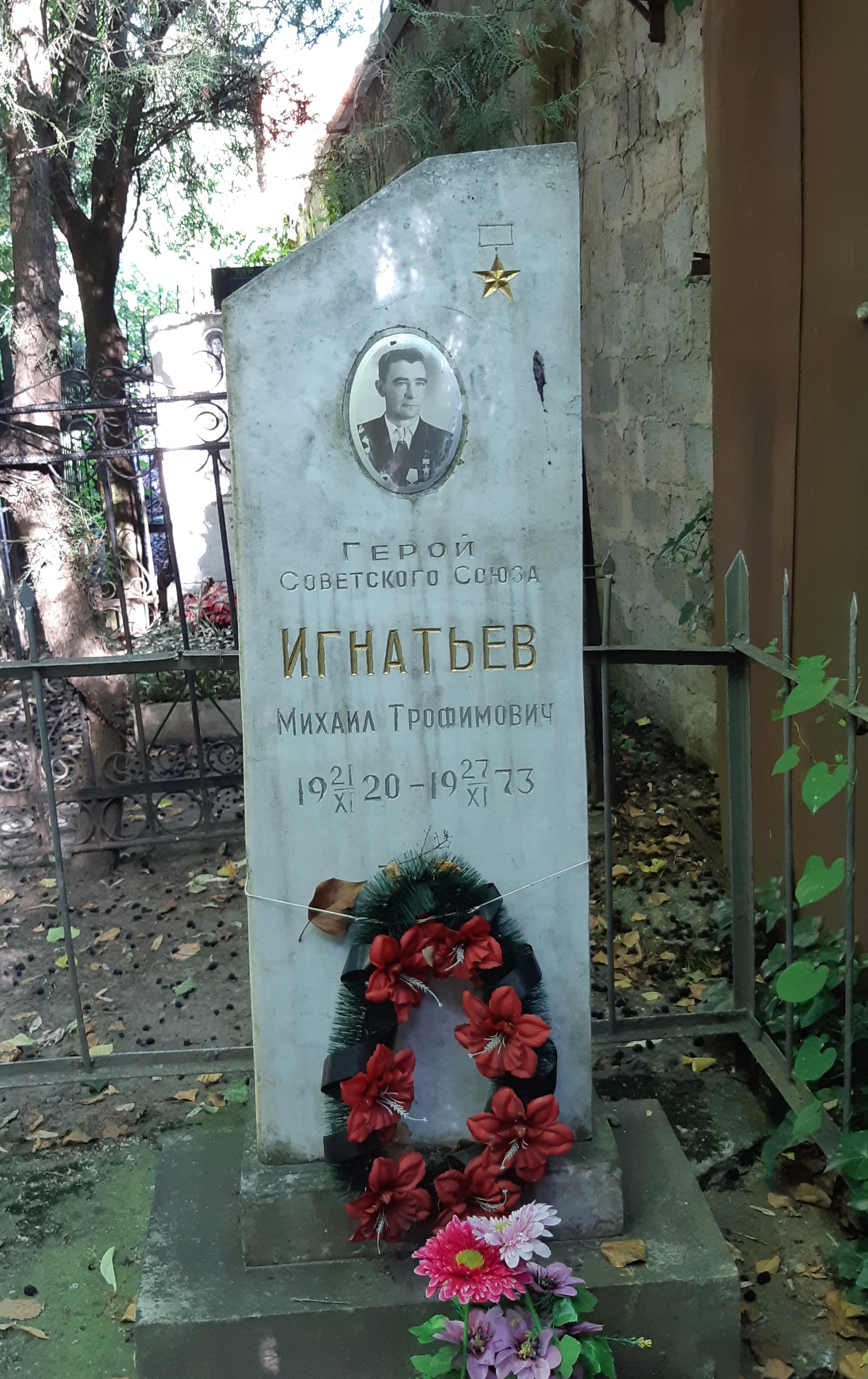
Памятник Игнатьеву М. Т. Герою Советского Союза

- Имя Героя высечено золотыми буквами в зале Славы Центрального музея Великой Отечественной войны в Парке Победы города Москвы.
- На старом кладбище Майкопа установлен памятник.